# Олександр М'якінін
Олекса́ндр М'які́нін (івр. אלכסנדר מיאקינין; англ. Alexander Myakinin, нар. 22 лютого 1995 — Росія) — ізраїльський гімнаст. Бронзовий призер чемпіонату Європи на поперечині.

## Біографія
Народився в Росії. Випускник Російського державного університету фізичної культури, спорту, молоді та туризму.

## Кар'єра
З 2018 року представляє Ізраїль.

#### 2018
На чемпіонаті Ізраїлю в багатоборстві посів третє місце та відібрався до складу збірної Ізраїлю на чемпіонат Європи.
Дебютував на чемпіонаті Європи з 23 результатом на поперечині в кваліфікації.

#### 2019
На чемпіонаті Європи до фіналів в окремих видах не кваліфікувався.
На кубку виклику в Сомбатгеї, Угорщина, здобув бронзову нагороду на поперечині.

#### 2020
У грудні під час пандемії коронавірусу на чемпіонаті Європи в Мерсіні, Туреччина, вперше в кар'єрі кваліфікувався до фіналу в окремому виді континентальної першості - на поперечині, де з результатом 14,200 балів здобув бронзову нагороду.

## Результати на турнірах
| Рік  | Змагання                  | КБ | ІБ | Вільні вправи | Кінь | Кільця | Опорний стрибок | Паралельні бруси | Перекладина |
| ---- | ------------------------- | -- | -- | ------------- | ---- | ------ | --------------- | ---------------- | ----------- |
| 2018 | Чемпіонат Ізраїлю         |    | 3  |               |      |        |                 |                  |             |
| 2018 | Чемпіонат Європи          |    |    |               |      |        |                 |                  | 23          |
| 2018 | Кубок світу в Котбусі     |    |    |               | 33   |        |                 |                  | 24          |
| 2019 | Чемпіонат Європи          |    |    |               |      |        |                 |                  | 28          |
| 2019 | Кубок виклику в Парижі    |    |    |               |      |        |                 |                  | 5           |
| 2019 | Кубок виклику в Сомбатгеї |    |    |               |      |        |                 |                  | 3           |
| 2019 | Кубок виклику в Копері    |    |    |               | 3    |        |                 |                  | 3           |
| 2019 | Кубок світу в Котбусі     |    |    |               | 42   |        |                 |                  | 25          |
| 2020 | Кубок світу в Мельбурні   |    |    |               |      |        |                 |                  | 6           |
| 2020 | Кубок світу в Баку        |    |    |               | 15   |        |                 |                  | 14          |
| 2020 | UKRAINE INTERNATIONAL CUP | *  |    |               | 3    |        |                 |                  | 2           |
| 2020 | Чемпіонат Європи          | 4  |    |               |      |        |                 |                  | 3           |
| 2021 | Кубок виклику в Осієці    |    |    |               |      |        |                 |                  | 7           |
| 2022 | Кубок світу в Баку        |    |    |               |      |        |                 |                  | 4           |

*змішана команда